# Équipe de Maurice féminine de football
Cet article traite de l'équipe féminine. Pour l'équipe masculine, voir Équipe de Maurice de football.
Maillots
L'équipe de Maurice féminine de football est une sélection des meilleures joueuses mauriciennes sous l'égide de la Fédération de Maurice de football.

## Historique
Maurice doit disputer, en 2002, le tournoi féminin de la COSAFA mais se retire avant le début de la compétition. Pour le second tournoi COSAFA en 2006, Maurice fait partie des équipes engagées mais elle ne dispute pas non plus le tournoi,.
Maurice dispute sa première rencontre officielle le 3 juin 2012 face à La Réunion, une défaite trois buts à zéro au Stade Jean-Ivoula de Saint-Denis dans le cadre du troisième trophée de la ville de Saint-Denis. Le match retour se déroule le 25 novembre 2012 au stade de Bambous et voit également la victoire de La Réunion sur le score de deux buts à un.